# ×Festulolium frederici
Festulolium frederici là một loài thực vật có hoa trong họ Hòa thảo. Loài này được Cugnac & A.Camus mô tả khoa học đầu tiên năm 1944.